# Сальниковое устройство

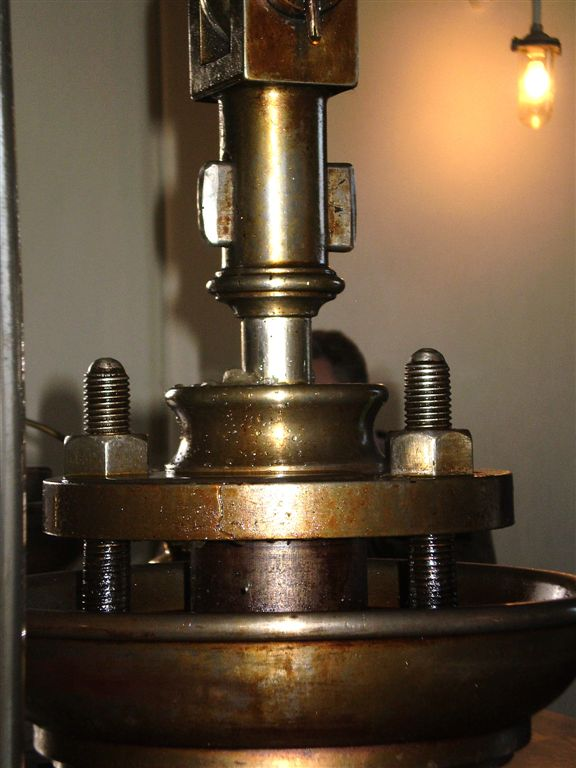
Этот сальник сильно поджат — из него выдавливается смазка.

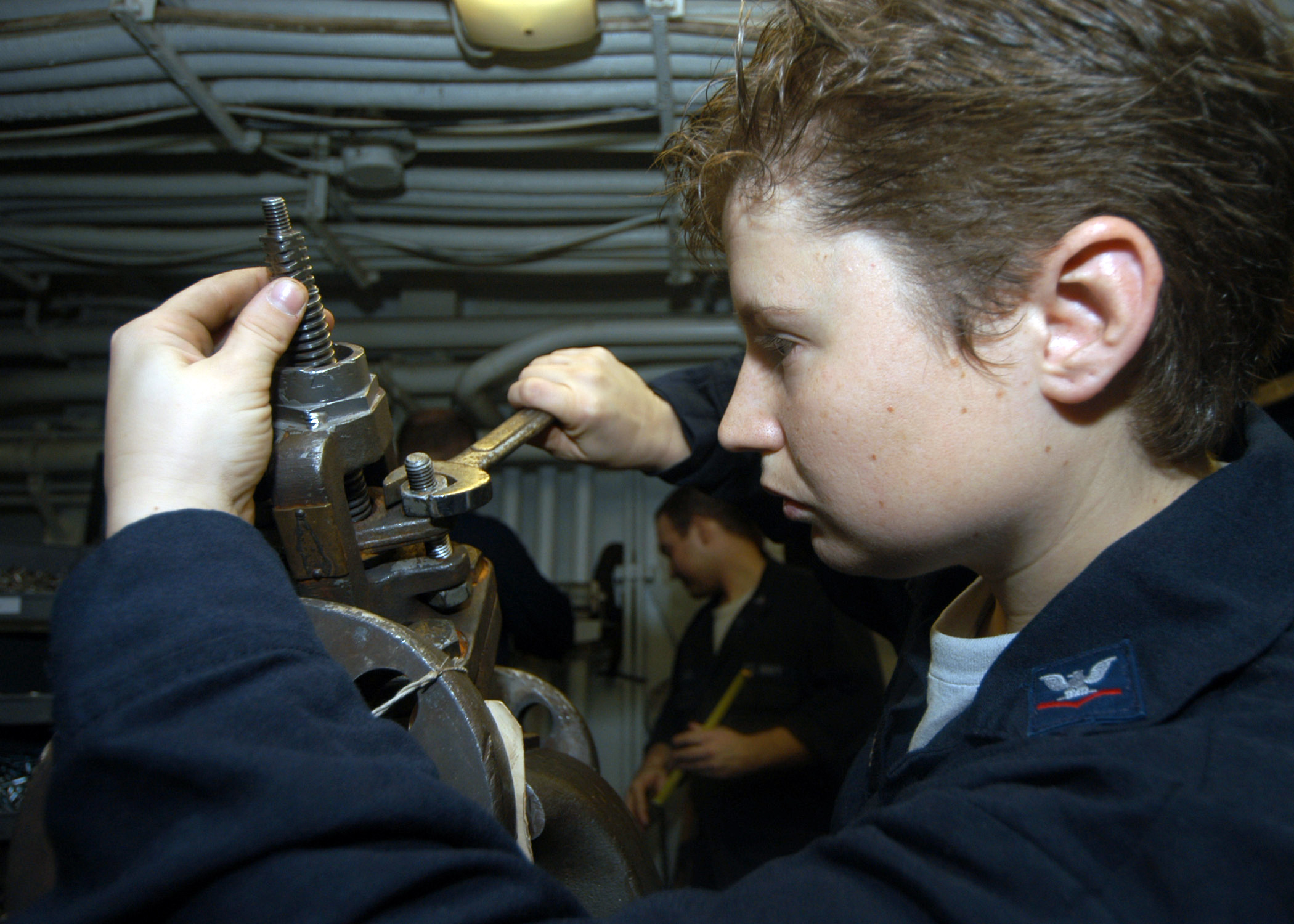
Если открутить поджимающий элемент…

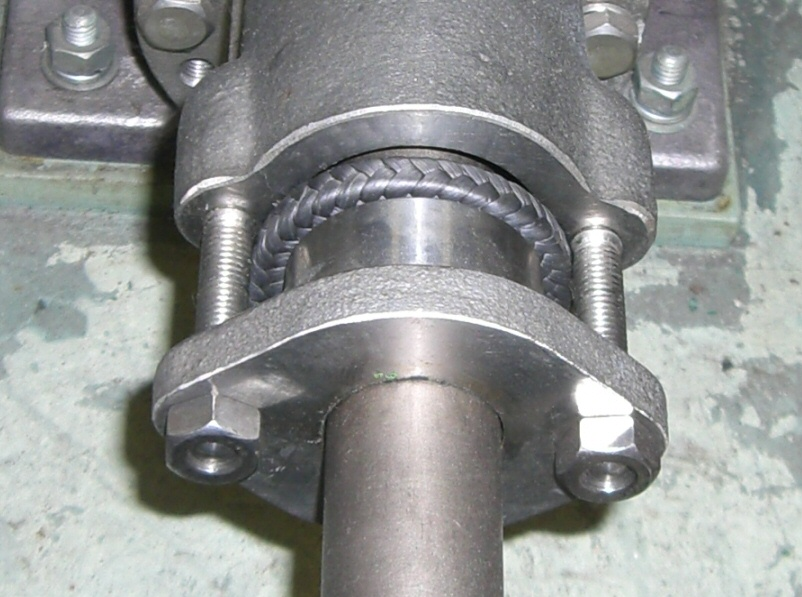
…можно увидеть выглядывающую сальниковую набивку.

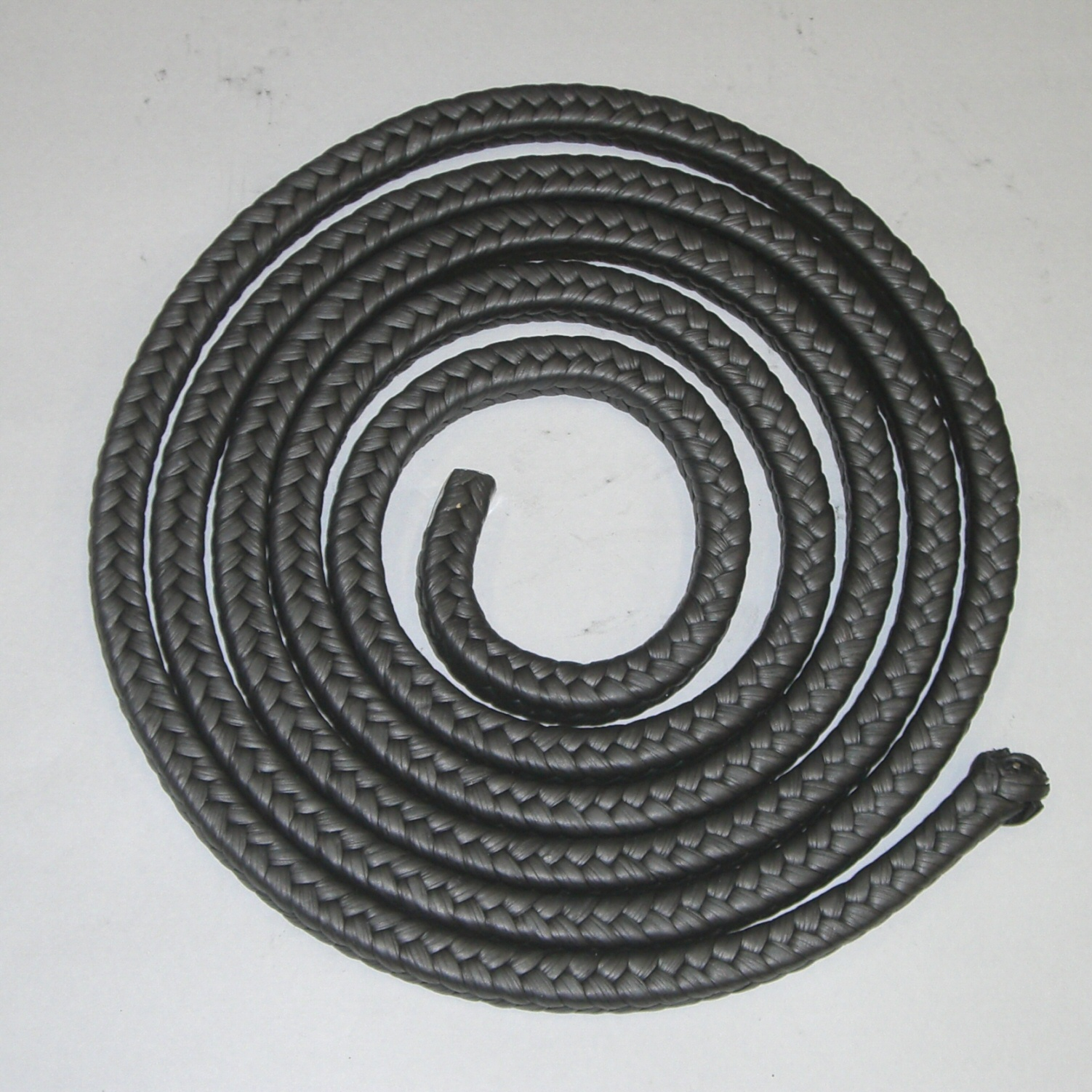
Новая сальниковая набивка.

Сальниковое устройство, сальниковое уплотнение или сальник  — один из видов уплотнительных устройств подвижных соединений различных устройств и механизмов. Ввиду простоты своей конструкции это одно из самых распространённых и давно известных уплотнительных устройств. Названия сальниковая набивка, сальник, сальниковый узел и другие сохранились с тех времён, когда для уплотнения в этих устройствах использовалась пропитанная жиром пенька, в современной промышленности применяются другие материалы, в первую очередь фторопласты или асбестовое волокно.
Особенно широко сальники используются в трубопроводной арматуре, где они известны как уплотнение подвижных деталей (узлов) арматуры относительно окружающей среды, в котором применён уплотнительный элемент с принудительным созданием в нём напряжений, необходимых для создания требуемой герметичности.
Также сальниковые устройства, работающие на том же принципе, широко применяются в различных промышленных, судовых, автомобильных механизмах. Кроме подвижных узлов, сальники могут использоваться для уплотнения неподвижного оборудования, например в трубных и кабельных проходках.

## Устройство и принцип действия
Суть сальникового устройства в том, что на внешней стороне крышки или корпуса в том месте, где через них проходит шток или шпиндель, создаётся сальниковая камера (сальниковая коробка, сальница), в которую укладывается уплотнительный материал — сальниковая набивка. При помощи специальных устройств набивка поджимается вдоль оси шпинделя (штока), упираясь в стенки сальниковой камеры и уплотняя набивку. При сжатии набивки в ней создаются усилия, под действием которых она прижимается с одной стороны к стенке сальниковой камеры, а с другой — к цилиндрической поверхности шпинделя (штока). Таким образом создаётся герметичность и рабочая среда не проникает за пределы корпуса оборудования. В механизмах малых диаметров поджатие набивки производится накидной гайкой, больших — крышкой сальника (прижимной втулкой, грундбуксой) — при помощи откидных или анкерных болтов с гайками (обычно двух).

## Конструкции
Сила трения, возникающая между сальниковой набивкой и штоком, препятствует последнему совершать необходимые перемещения, а при чрезмерных усилиях затяжки сальника делают их невозможными, поэтому для сальников имеют большое значение конструкторские и технологические решения, обеспечивающие их нормальную работу, среди них:
- материал набивки;
- размеры сальниковой камеры;
- конструкция деталей сальникового узла;
- материал штока (шпинделя), чистота обработки его поверхности и другие.

В некоторых случаях (среди арматуры, как правило, в регулирующих клапанах) для снижения трения применяются сальники со смазкой, которая подаётся извне через специальную маслёнку, в тяжелонагруженных механизмах применяется орошение штока водой, например в буровых насосах.

## Материалы
Современная сальниковая набивка представляет собой, как правило, шнур или кольца из асбеста с графитовой пропиткой. Также используются безасбестовые уплотнительные материалы из фторопласта или на основе графита. Вместо набивки иногда применяются манжеты из резины. Также применяются и многие другие материалы, что определяется конкретными условиями эксплуатации.